# Cassia gens
A Cassia gens egy előkelő római nemzetség volt a köztársasági időkben. Egyetlen patriciusi rangú tagja ismeretes, a többi Cassius már plebeius volt. Feltehetően az történhetett, hogy a legelső földtörvényjavaslattal előálló, Kr. e. 502-ben consulként fungáló Spurius Cassius Viscellinus meggyilkolását követően a nemzetség kilépett a patríciusok közül, vagy kizárták őket. Később a nemzetség az egyik legelőkelőbbnek számított, és mind a köztársasági, mind a császárkori időkben jelentős szerepet játszottak tagjai.
A Cassiusok közül a legismertebb család a Longinusoké, ám emellett még az alábbi mellékneveket viselték: Hemina, Parmensis, Ravilla, Sabaco, Varus és Viscellinus.

## A Cassius Heminák
- Lucius Cassius Hemina, Kr. e. 2. századi történetíró

## A Cassius Longinusok
- Quintus Cassius Longinus, katonai tribunus a második pun háborúban. Miután Kr. e. 252-ben nem teljesítette felettese, Caius Aurelius Cotta parancsát, és a Lipari-szigetek őrzése helyett csatába bocsátkozott, amelyben súlyos vereséget szenvedett, leváltották.
- Caius Cassius Longinus, consul Kr. e. 171-ben. Rokoni kapcsolatai ismeretlenek.
- Quintus Cassius Longinus, a Lipari-szigeteknél legyőzött Quintus unokája, praetorként Kr. e. 167-ben elítélte az elfogott Perszeusz makedón királyt. Kr. e. 164-ben Aulus Manlius Torquatus consultársa volt, és még hivatali évében meghalt.
- Lucius Cassius Longinus Ravilla, az előbbi fia, consul Kr. e. 127-ben és censor Kr. e. 125-ben.
- Caius Cassius Longinus, Kr. e. 171 consuljának fia, Kr. e. 124 egyik consulja.
- Lucius Cassius Longinus, Ravilla unokaöccse, consul Kr. e. 107-ben
- Lucius Cassius Longinus, Kr. e. 125 censorának a fia, néptribunus Kr. e. 104-ben. Számos törvényjavaslatot tett a patríciusok hatalmának korlátozására és saját személyes ellenfele, Quintus Servilius Caepio ellen.
- Caius Cassius Longinus, az előbbi öccse, Cnaeus Domitius Ahenobarbus consultársa Kr. e. 96-ban. Hivatalba lépése előtt nem töltötte be az aedilisi magistraturát.
- Caius Cassius Longinus Varus, Kr. e. 73-ban consul, rokoni kapcsolatai ismeretlenek.
- Caius Cassius Longinus, Caesar egyik gyilkosa.
- Lucius Cassius Longinus, az előbbi öccse, néptribunus Kr. e. 44-ben.
- Caius Cassius Longinus, Caesar gyilkosának a fia, akit apja a merénylet napján ruházott fel a toga virilisszel.
- Lucius Cassius Longinus, Kr. e. 44 tribunusának a fia, Kr. e. 43-ban Syria kormányzója a republikánusok oldalán. Kr. e. 42-ben a philippi csatában veszett oda.
- Quintus Cassius Longinus, Caesar gyilkosának unokatestvére, néptribunus Kr. e. 49-ben.
- Quintus Cassius – eredetileg cognomen nélkül, de mivel az előbbi legatusa volt Kr. e. 48-ban, nagy valószínűséggel a fia volt. Feltehetően ő kapta Kr. e. 44-ben Marcus Antoniustól Hispaniát.
- Lucius Cassius Longinus, ismeretlen származású jelölt Kr. e. 63 consuli címére. Részt vett Catilina összeesküvésében, tervezte Róma fölgyújtását és tárgyalt az allobroges törzzsel. Tevékenységéről nem hagyott írásos dokumentumokat, így volt ideje elmenekülni. Távollétében halálra ítélték, sorsa ismeretlen.
- Lucius Cassius Longninus, consul 30-ban, Caligula sógora és áldozata.
- Caius Cassius Longinus, Syria helytartója, neves jogász.

## A Cassius Parmensisek
- Cassius Parmensis, másképp Cassius Etruscus, költő.

## A Cassius Viscellinusok
- Spurius Cassius Viscellinus, Kr. e. 502, Kr. e. 493 és Kr. e. 486 földtörvényhozó consulja